# Parafia Matki Bożej Nieustającej Pomocy w Pruszkowie
Parafia Matki Bożej Nieustającej Pomocy w Pruszkowie – rzymskokatolicka parafia należąca do dekanatu pruszkowskiego, archidiecezji warszawskiej, metropolii warszawskiej Kościoła katolickiego, w Pruszkowie. Obsługiwana przez księży diecezjalnych.

## Historia
Parafia została erygowana w 1996 przez kardynała Józefa Glempa. 
Msze święte odbywały się w prowizorycznej wiacie do 2 listopada 1996, a następnie do grudnia 2005, w kaplicy urządzonej w podziemiach domu parafialnego. Od grudnia 2006 nabożeństwa odprawiane są w nowo wybudowanej świątyni.

### Kościół parafialny
Obecny kościół parafialny został wybudowany w latach 1997–2006.

## Proboszczowie
Źródło: strona parafialna
- ks. Maciej Szymański (1996–2006)
- ks. Jan Studziński (2006–2017)
- ks. Mariusz Zapolski (od lipca 2017)

## Bibliografia

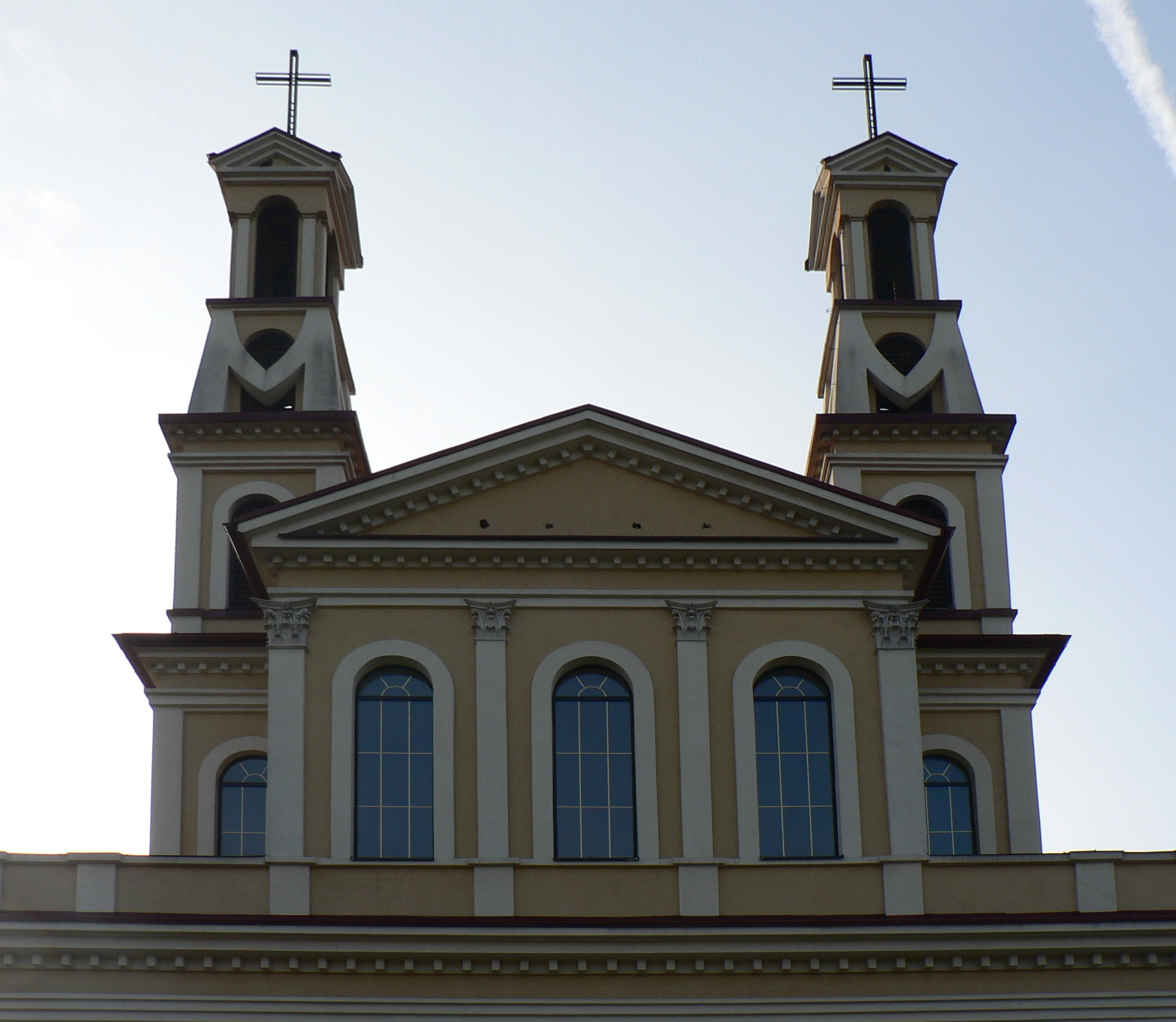
Kościół parafialny